# بارانکیا
بارانکیلا (به اسپانیایی: Barranquilla) یک شهر میلیونی در کلمبیا است که در Caribbean Region of Colombia واقع شده‌است.

## خصوصیات
بارانکیا ۱۶۶ کیلومترمربع مساحت و ۱٬۱۴۸٬۵۰۶ نفر جمعیت دارد و ۱۸ متر بالاتر از سطح دریا واقع شده‌است.